# Acinetobacter baumannii
Acinetobacter baumannii — вид грамнегативних протеобактерій родини Moraxellaceae. Вид названо на честь Пола і Лінди Бауман.

## Опис
Клітини короткі, майже круглі. Їхнє природне середовище проживання невідоме, але вони відповідальні за безліч випадків внутрішньолікарняних інфекцій. Викликають менінгіт, пневмонію, гнійні рани, інфекції кровотоку та урологічні інфекції. Опортуністичні захворювання, викликані Acinetobacter baumannii, можуть не відрізнятися за симптомами від викликаних іншими бактеріями. Бактерія має невеликий ризик для здорових людей, атакуючи тих, хто має знижений імунітет та перебуває в лікарняних стінах вже тривалий час, а також хворих на діабет, з захворюваннями легенів і деяких інших пацієнтів.
A. baumannii входить в так званий комплекс ACB (A. baumannii, A. calcoaceticus і неописаний вид Acinetobacter 13TU). Усередині нього важко відстежити конкретний вид і його вплив. A. baumannii також включають в так званий ESKAPE-патоген (Enterococcus faecium, Staphylococcus aureus, Klebsiella pneumoniae, Acinetobacter baumannii, Pseudomonas aeruginosa і види з роду Enterobacter), групу бактерій з підвищеною резистентністю до антибіотиків, які відповідальні за більшість лікарняних інфекцій.
У США вид A. baumannii неформально називають «Іракі-бактер» через його несподівану появу у військових госпіталях під час війни в Іраку. Цей вид бактерій довго був проблемним для ветеранів і солдатів, які служили в Іраку та Афганістані. Полірезистентний штам A. baumannii поширився до цивільних лікарень, почасти через транспортування інфікованих солдатів по ланцюжку численних медичних закладів. Під час пандемії коронавірусної хвороби 2019 року у медичних публікаціях неодноразово повідомлялося про коінфекцію A. baumannii внаслідок лікування SARS-CoV-2 у відділеннях інтенсивної терапії.

## Ознаки та симптоми інфекції
A. baumannii — умовно-патогенний мікроорганізм, що викликає цілу низку різних захворювань, кожне з яких має свої симптоми.  Серед можливих різновидів інфекцій A. baumannii:
- Пневмонія
- Інфекції кровотоку
- Менінгіт
- Інфекції рани та місця операції, включаючи некротичний фасціїт
- Інфекції сечовивідних шляхів

Симптоми інфекцій, спричинених A. baumannii, часто неможливо відрізнити від інших опортуністичних інфекцій, спричинених іншими умовно-патогенними бактеріями, включаючи Klebsiella pneumoniae та Streptococcus pneumoniae. 
Симптоми інфекції A. baumannii бувають різними: лихоманка та озноб, висип, сплутаність свідомості та/або зміна психічного стану, біль або печіння при сечовипусканні, сильні позиви до частого сечовипускання, чутливість до яскравого світла, нудота (з блюванням або без нього), біль у м'язах та грудях, проблеми з диханням та кашель (з жовтим, зеленим або кров'янистим слизом або без нього). У деяких випадках A. baumannii може не спричиняти жодних симптомів інфекції або симптомів захворювання, як, наприклад, у випадку колонізації відкритої рани чи місця трахеостомії.

## Лікування
Якщо інфекції викликані чутливими до антибіотиків ізолятами ацинетобактерій, можливі кілька варіантів лікування, включаючи цефалоспорини широкого спектра дії (цефтазидим або цефепім), комбінований інгібітор бета-лактаму/бета-лактамази (тобто такий, що включає сульбактам) або карбапенем (наприклад, іміпенем або меропенем). Оскільки зараз більшість інфекцій стійкі до багатьох препаратів, для успішного лікування необхідно визначити, чутливість до чого має даний конкретний штам. Традиційно інфекції лікували іміпенемом або меропенемом, але останнім часом спостерігається все більша стійкість A. baumannii до карбапенемів.  Через це методи лікування часто зводяться до застосування поліміксинів, зокрема колістину⁣, хоча тетрацикліни показали себе перспективними у боротьбі зі стійкими до багатьох антибіотиків штамами A. baumannii. Колістин вважається препаратом останньої надії, оскільки на додаток до інших побічних ефектів він часто викликає ураження нирок. Методи профілактики в лікарнях зосереджені на частішому митті рук і більш ретельній стерилізації. Нещодавно інфекцію A. baumannii вилікували за допомогою фагової терапії. Фаги — це віруси, які атакують бактерії , і було показано, що вони можуть робити A. baumannii чутливим стосовно антибіотиків, до яких він зазвичай стійкий.

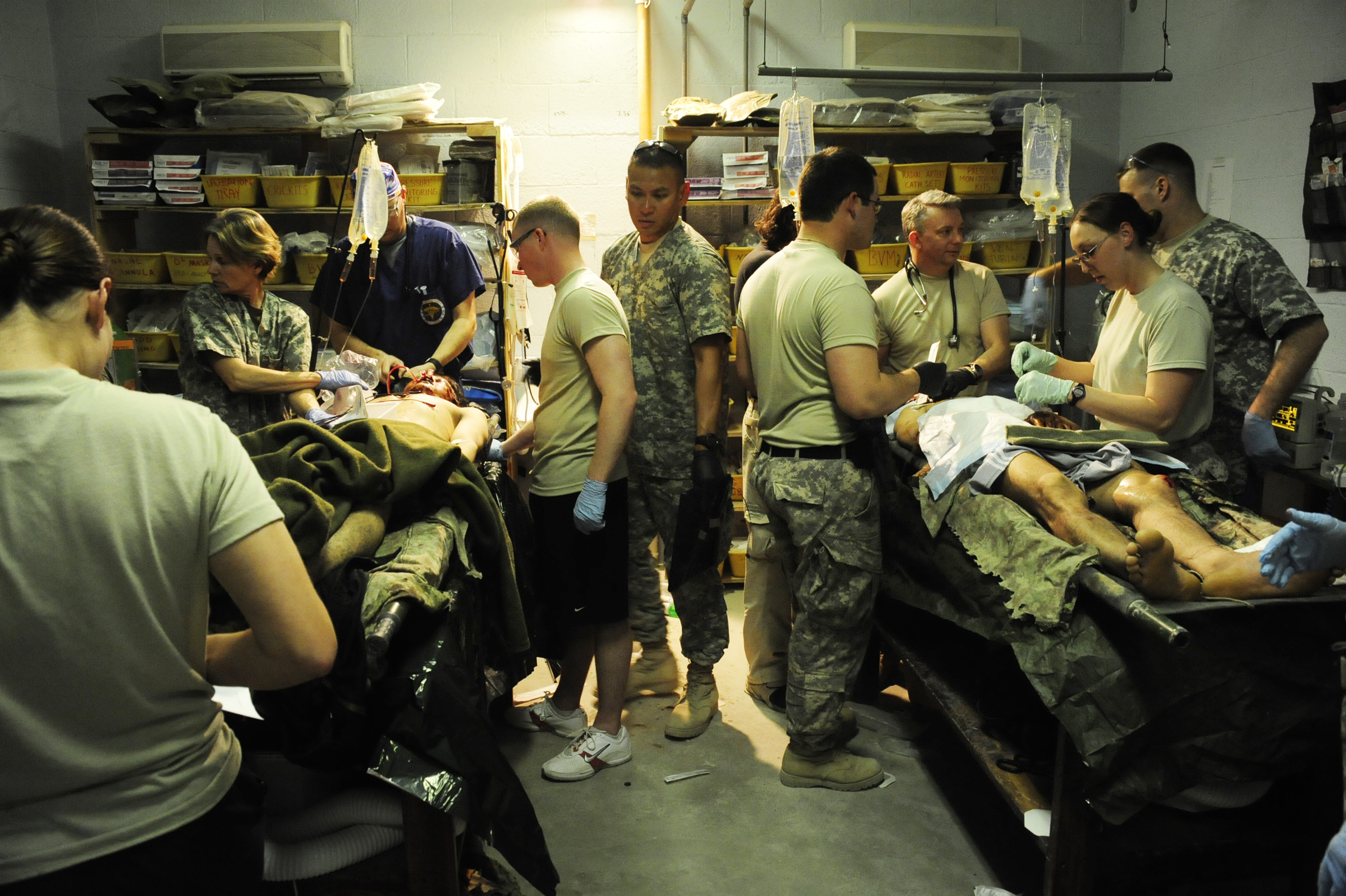
Після травматичних ушкоджень, наприклад, від саморобних вибухових пристроїв, залишаються відкритими та забрудненими уламками великі ділянки тіла, які є вразливими до зараження A. baumannii.

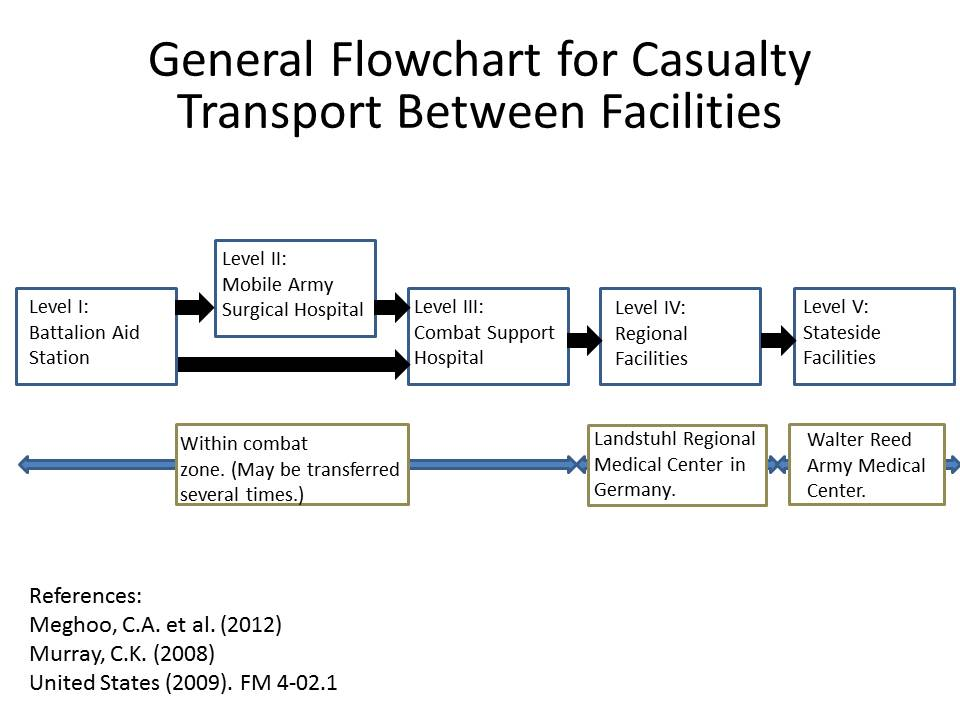
Логістика транспортування поранених солдатів призводить до того, що пацієнти відвідують кілька закладів, де вони можуть заразитися A. baumannii.

Вчені з Массачусетського технологічного інституту, Гарвардського інституту Броуда та лабораторії інформатики та штучного інтелекту Массачусетського технологічного інституту за допомогою глибокого навчання виявили сполуку під назвою галіцин, яка може дієво знищувати A. baumannii. Ця сполука — давно відомий препарат, якому таким чином знайшли нове застосування. Винайдений таким чином препарат-кандидат абауцин має вузький спектр дії. Зосурабалпін знищує A. baumannii, дієвий на тваринних моделях і зараз знаходиться на першій фазі клінічних випробувань.

## Випадки у ветеранів, поранених в Іраку та Афганістані
Американські та інші західні солдати в Іраку та Афганістані ризикували отримати травматичні ушкодження через стрілянину та саморобні вибухові пристрої. Раніше вважалося, що інфікування відбувається через зараження A. baumannii під час поранення. Подальші дослідження показали, що, хоча A. baumannii зрідка зустрічається в природному середовищі, інфекція, швидше за все, була внутрішньолікарняною, ймовірно, через здатність A. baumannii зберігатися на штучних поверхнях протягом тривалого часу, а також через те, що поранені солдати під час евакуації перебували в численних медичних закладах. Поранених бійців спочатку доправляли до закладів І рівня, де їх стан стабілізували. Залежно від тяжкості поранення, солдатів могли перевести до закладу II рівня, де працює  передова хірургічна бригада, для додаткової стабілізації.  Залежно від логістики населеного пункту, поранених солдатів могли переводити між цими закладами кілька разів, перш ніж нарешті доправляли до великого шпиталю в зоні бойових дій (рівень III). Як правило, через 1–3 дні, коли стан пацієнтів стабілізувався, їх перевозили літаком до регіонального закладу (IV рівень) для подальшого лікування. Для солдатів, які служать в Іраку чи Афганістані, це зазвичай був регіональний медичний центр Ландштуль у Німеччині. Зрештою, поранених солдатів переводили до лікарень на батьківщині для реабілітації та додаткового лікування.  Такий багаторазовий вплив багатьох різних медичних середовищ, схоже, є причиною того, що інфекції A. baumannii стають все більш поширеними. Стійкість A. baumannii до багатьох антибіотиків є основним фактором, що ускладнює лікування та реабілітацію поранених солдатів і призводить до додаткових смертей.
Лікарі «Національного військово-морського медичного центра» (NNMC) змушені були вдатися до надзвичайних заходів інфекційного контролю. В солдатів, які прибували, брали мазки з пахвової западини та паху. Поки посіви не покажуть негативний результат на ацинетобактер, солдатів тримали в ізоляції. Лікарі та медсестри обов'язково одягали рукавички та халати, коли контактували з ними. Однак після такої ізоляції солдати та члени їхніх родин могли вільно виходити з палати — найголовніше було, щоб лікарі та медсестри не поширювали бактерії від одного пацієнта до іншого. У NNMC зробили ще один крок: інфіковані та заражені пацієнти утримувалися в окремих палатах, відокремлено від тих, хто не має результату тесту на ацинетобактер.

## Захворюваність у лікарнях
Зараження A. baumannii, які відносять до опортуністичних інфекцій, дуже поширені в лікарняних установах. A. baumannii становить дуже незначний ризик для здорових людей;  однак є чинники, які підвищують ризик зараження:
- Ослаблена імунна система
- Хронічні захворювання легенів
- Цукровий діабет
- Тривале перебування в лікарні
- Захворювання, яке потребує використання апарату штучної вентиляції легенів
- Лікування відкритої рани в лікарні
- Лікування, що потребує інвазивних пристроїв, таких як сечові катетери

A. baumannii може передаватися через прямий дотик з поверхнями, предметами та шкірою заражених людей.
Занесення A. baumannii та його подальша наявність в лікарнях добре задокументовані. A. baumannii зазвичай заноситься в лікарню колонізованим пацієнтом. Завдяки своїй здатності виживати на штучних поверхнях і протистояти висиханню, він може залишатися на цих поверхнях та інфікувати нових пацієнтів протягом деякого часу. Підозрюють, що розмноженню ацинетобактерій baumannii сприяє постійне вживання антибіотиків пацієнтами в лікарнях. Ацинетобактерії можуть передаватися через дотик від людини до людини або через дотик із забрудненими поверхнями. Ацинетобактерії можуть потрапляти в організм через відкриті рани, катетери та дихальні трубки. У дослідженні європейських відділень інтенсивної терапії у 2009 році було виявлено, що A. baumannii викликає 19,1% випадків пневмонії, пов’язаної з вентиляцією легень.
| Країна          | Посилання                   |
| --------------- | --------------------------- |
| Австралія       | [ 35 ] [ 36 ]               |
| Бразилія        | [ 37 ] [ 38 ] [ 39 ] [ 40 ] |
| Китай           | [ 41 ] [ 42 ] [ 43 ] [ 44 ] |
| Німеччина       | [ 45 ] [ 46 ] [ 47 ]        |
| Індія           | [ 48 ] [ 49 ] [ 50 ]        |
| Південна Корея  | [ 51 ] [ 52 ] [ 53 ] [ 54 ] |
| Велика Британія | [ 55 ] [ 56 ]               |
| США             | [ 57 ] [ 58 ] [ 59 ] [ 60 ] |

## Зовнішні посилання
- Acinetobacter baumannii у MicrobeWiki
- Acinetobacter baumannii: The Emergence of a Dangerous Multidrug-Resistant Pathogen - microbewiki. microbewiki.kenyon.edu (англ.). Процитовано 19 жовтня 2024.
- Типовий штам Acinetobacter baumannii у BacDive — Базі метаданих бактеріального різноманіття
- The Iraq Infection - Forbes.com. web.archive.org. 3 травня 2006. Процитовано 19 жовтня 2024.
- The Invisible Enemy - Wired.com. web.archive.org. 15 березня 2007. Процитовано 19 жовтня 2024.

## Виноски
1. ↑  Genus Acinetobacter :  [англ.] // LPSN.(Перевірено 17 грудня 2016).
2. ↑  Acinetobacter in Healthcare Settings. Centers for Disease Control and Prevention. US Department of Health and Human Services. Архів оригіналу за 19 серпня 2019. Процитовано 18 квітня 2017.
3. 1 2  O'Shea M. K. Acinetobacter in modern warfare // International Journal of Antimicrobial Agents. — 2012. — Т. 39, № 5 (5). — С. 363—375. — DOI:10.1016/j.ijantimicag.2012.01.018. — PMID 22459899 .
4. ↑  Gerner-Smidt P. Ribotyping of the Acinetobacter calcoaceticus-Acinetobacter baumannii complex // Journal of Clinical Microbiology : journal. — 1992. — Vol. 30, no. 10 (10). — P. 2680—2685. — PMID 1383266 .
5. ↑  Rice L. B. Federal funding for the study of antimicrobial resistance in nosocomial pathogens: no ESKAPE // The Journal of Infectious Diseases : journal. — 2008. — Vol. 197, no. 8,  (4). — P. 1079—1081. — DOI:10.1086/533452. — PMID 18419525 .
6. ↑  Drummond, Katie (24 травня 2010). Pentagon to Troop-Killing Superbugs: Resistance Is Futile. Wired.com. Condé Nast. Процитовано 8 квітня 2013.
7. ↑  McQueary, Christin N.; Kirkup, Benjamin C.; Si, Yuanzheng; Barlow, Miriam; Actis, Luis A.; Craft, David W.; Zurawski, Daniel V. (30 червня 2012). Extracellular stress and lipopolysaccharide modulate Acinetobacter baumannii surface-associated motility. Journal of Microbiology. 50 (3): 434—443. doi:10.1007/s12275-012-1555-1. PMID 22752907.
8. ↑  Kyriakidis, I; Vasileiou, E; Pana, Z-D; Tragiannidis, A (2021). Acinetobacter baumannii Antibiotic Resistance Mechanisms. Pathogens. 10 (373): 373. doi:10.3390/pathogens10030373. PMC 8003822. PMID 33808905.
9. 1 2  What Is Acinetobacter Baumannii?. Everyday Health. 18 червня 2015. Процитовано 18 квітня 2017.
10. ↑  Acinetobacter. Centers for Disease Control and Prevention. 6 листопада 2019. Процитовано 9 березня 2023.
11. ↑  Su, CH; Wang, JT; Hsiung, CA; Chien, LJ та ін. (2012). Increase of carbapenem-resistant Acinetobacter baumannii infection in acute care hospitals in Taiwan: Association with hospital antimicrobial usage. PLOS One. 7 (5): e37788. Bibcode:2012PLoSO...737788S. doi:10.1371/journal.pone.0037788. PMC 3357347. PMID 22629456.
12. ↑  Abbo, A; Navon-Venezia, S; Hammer-Muntz, O; Krichali, T та ін. (January 2005). Multidrug-resistant Acinetobacter baumannii. Emerging Infectious Diseases. 11 (1): 22—9. doi:10.3201/eid1101.040001. PMC 3294361. PMID 15705318.
13. ↑  Falagas, Matthew E.; Vardakas, Konstantinos Z.; Kapaskelis, Anastasios; Triarides, Nikolaos A.; Roussos, Nikolaos S. (May 2015). Tetracyclines for multidrug-resistant Acinetobacter baumannii infections. International Journal of Antimicrobial Agents. 45 (5): 455—460. doi:10.1016/j.ijantimicag.2014.12.031. ISSN 1872-7913. PMID 25801348.
14. ↑  Spapen, H; Jacobs, R; Van Gorp, V; Troubleyn, J та ін. (25 травня 2011). Renal and neurological side effects of colistin in critically ill patients. Annals of Intensive Care. 1 (1): 14. doi:10.1186/2110-5820-1-14. PMC 3224475. PMID 21906345.
15. ↑  Acinetobacter in Healthcare Settings. CDC. Процитовано 8 квітня 2013.
16. ↑  He was dying. Antibiotics weren't working. Then doctors tried a forgotten treatment. Mother Jones (амер.). Процитовано 17 травня 2018.
17. ↑  Altamirano, Fernando L. Gordillo; Barr, Jeremy J. (20 березня 2019). Phage Therapy in the Postantibiotic Era. Clinical Microbiology Reviews. 32 (2). doi:10.1128/CMR.00066-18. PMC 6431132. PMID 30651225.
18. ↑  Gordillo Altamirano, Fernando; Forsyth, John H.; Patwa, Ruzeen; Kostoulias, Xenia; Trim, Michael; Subedi, Dinesh; Archer, Stuart K.; Morris, Faye C.; Oliveira, Cody (February 2021). Bacteriophage-resistant Acinetobacter baumannii are resensitized to antimicrobials (PDF). Nature Microbiology. 6 (2): 157—161. doi:10.1038/s41564-020-00830-7. PMID 33432151.
19. ↑  Ray, Tiernan (13 березня 2020). MIT's deep learning found an antibiotic for a germ nothing else could kill. ZDNet.
20. ↑  Stokes, Jonathan M.; Yang, Kevin; Swanson, Kyle; Jin, Wengong; Cubillos-Ruiz, Andres; Donghia, Nina M.; MacNair, Craig R.; French, Shawn; Carfrae, Lindsey A. (20 лютого 2020). A Deep Learning Approach to Antibiotic Discovery. Cell. 180 (4): 688—702.e13. doi:10.1016/j.cell.2020.01.021. PMC 8349178. PMID 32084340.
21. ↑  Liu, Gary; Catacutan, Denise B.; Rathod, Khushi; Swanson, Kyle; Jin, Wengong; Mohammed, Jody C.; Chiappino-Pepe, Anush; Syed, Saad A.; Fragis, Meghan (2023-11). Deep learning-guided discovery of an antibiotic targeting Acinetobacter baumannii. Nature Chemical Biology (англ.). Т. 19, № 11. с. 1342—1350. doi:10.1038/s41589-023-01349-8. ISSN 1552-4469. Процитовано 10 жовтня 2024.
22. ↑  Using AI, scientists find a drug that could combat drug-resistant infections. MIT News | Massachusetts Institute of Technology (англ.). 25 травня 2023. Процитовано 10 жовтня 2024.
23. ↑  Zampaloni, Claudia; Mattei, Patrizio; Bleicher, Konrad; Winther, Lotte; Thäte, Claudia; Bucher, Christian; Adam, Jean-Michel; Alanine, Alexander; Amrein, Kurt E. (January 2024). A novel antibiotic class targeting the lipopolysaccharide transporter. Nature (англ.). 625 (7995): 566—571. Bibcode:2024Natur.625..566Z. doi:10.1038/s41586-023-06873-0. ISSN 1476-4687. PMC 10794144. PMID 38172634.
24. ↑  Pahil, Karanbir S.; Gilman, Morgan S. A.; Baidin, Vadim; Clairfeuille, Thomas; Mattei, Patrizio; Bieniossek, Christoph; Dey, Fabian; Muri, Dieter; Baettig, Remo (January 2024). A new antibiotic traps lipopolysaccharide in its intermembrane transporter. Nature (англ.). 625 (7995): 572—577. Bibcode:2024Natur.625..572P. doi:10.1038/s41586-023-06799-7. ISSN 1476-4687. PMC 10794137. PMID 38172635.
25. ↑  Army Medical Logistics (PDF). FM 4-02.1. United States. Архів оригіналу (PDF) за 23 березня 2013. Процитовано 8 квітня 2013.
26. ↑  Meghoo, Colin A.; Dennis, James W.; Tuman, Caroline; Fang, Raymond (May 2012). Diagnosis and management of evacuated casualties with cervical vascular injuries resulting from combat-related explosive blasts. Journal of Vascular Surgery. 55 (5): 1329—1337. doi:10.1016/j.jvs.2011.11.125. PMID 22325667.
27. ↑  Murray, Clinton K. (March 2008). Epidemiology of Infections Associated With Combat-Related Injuries in Iraq and Afghanistan. The Journal of Trauma: Injury, Infection, and Critical Care. 64 (Supplement): S232—S238. doi:10.1097/TA.0b013e318163c3f5. PMID 18316967.
28. ↑  The Iraq Infection - Forbes.com. web.archive.org. 3 травня 2006. Архів оригіналу за 3 травня 2006. Процитовано 24 жовтня 2024.{{cite web}}:  Обслуговування CS1: bot: Сторінки з посиланнями на джерела, де статус оригінального URL невідомий (посилання)
29. ↑  Acinetobacter in Healthcare Settings. Centers for Disease Control and Prevention. US Department of Health and Human Services. Процитовано 18 квітня 2017.
30. ↑  Jones, Anna; Morgan, Dilys; Walsh, Amanda; Turton, Jane; Livermore, David; Pitt, Tyrone; Green, Andy; Gill, Martin; Mortiboy, Deborah (June 2006). Importation of multidrug-resistant Acinetobacter spp infections with casualties from Iraq. The Lancet Infectious Diseases. 6 (6): 317—318. doi:10.1016/S1473-3099(06)70471-6. PMID 16728314.
31. ↑  Dijkshoorn, Lenie; Nemec, Alexandr; Seifert, Harald (December 2007). An increasing threat in hospitals: multidrug-resistant Acinetobacter baumannii. Nature Reviews Microbiology. 5 (12): 939—951. doi:10.1038/nrmicro1789. PMID 18007677.
32. ↑  Acinetobacter in Healthcare Settings - HAI - CDC. www.cdc.gov. Процитовано 2 квітня 2018.
33. ↑  "Multidrug-Resistant Acinetobacter baumannii (MDRAB)." WHO Western Pacific Region, WPRO | WHO Western Pacific Region, 1 Nov. 2010, www.wpro.who.int/mediacentre/factsheets/fs_20101102/en/.
34. ↑  Koulenti, Despoina; Lisboa, Thiago; Brun-Buisson, Christian; Krueger, Wolfgang; Macor, Antonio; Sole-Violan, Jordi; Diaz, Emili; Topeli, Arzu; DeWaele, Jan (August 2009). Spectrum of practice in the diagnosis of nosocomial pneumonia in patients requiring mechanical ventilation in European intensive care units. Critical Care Medicine. 37 (8): 2360—2369. doi:10.1097/CCM.0b013e3181a037ac. PMID 19531951.
35. ↑  Ng, J.; Gosbell, I. B.; Kelly, J. A.; Boyle, M. J.; Ferguson, J. K. (6 вересня 2006). Cure of multiresistant Acinetobacter baumannii central nervous system infections with intraventricular or intrathecal colistin: case series and literature review. Journal of Antimicrobial Chemotherapy. 58 (5): 1078—1081. doi:10.1093/jac/dkl347. PMID 16916866.
36. ↑  Farrugia, Daniel N.; Elbourne, Liam D. H.; Hassan, Karl A.; Eijkelkamp, Bart A.; Tetu, Sasha G.; Brown, Melissa H.; Shah, Bhumika S.; Peleg, Anton Y.; Mabbutt, Bridget C. (19 березня 2013). The Complete Genome and Phenome of a Community-Acquired Acinetobacter baumannii. PLOS ONE. 8 (3): e58628. Bibcode:2013PLoSO...858628F. doi:10.1371/journal.pone.0058628. PMC 3602452. PMID 23527001.
37. ↑  Werneck, J. S.; Picao, R. C.; Carvalhaes, C. G.; Cardoso, J. P.; Gales, A. C. (3 грудня 2010). OXA-72-producing Acinetobacter baumannii in Brazil: a case report. Journal of Antimicrobial Chemotherapy. 66 (2): 452—454. doi:10.1093/jac/dkq462. PMID 21131320.
38. ↑  Martins, N.; Martins, I.S.; Freitas, W.V.; Matos, J.A.; Magalhães, A.C.G.; Girão, V.B.C.; Dias, R.C.S.; Souza, T.C.; Pellegrino, F.L.P.C. (June 2012). Severe infection in a lung transplant recipient caused by donor-transmitted carbapenem-resistant Acinetobacter baumannii. Transplant Infectious Disease. 14 (3): 316—320. doi:10.1111/j.1399-3062.2011.00701.x. PMC 3307813. PMID 22168176.
39. ↑  Superti, Silvana Vargas; Martins, Daniela de Souza; Caierão, Juliana; Soares, Fabiana da Silva; Prochnow, Taísa; Zavascki, Alexandre Prehn (April 2009). Indications of carbapenem resistance evolution through heteroresistance as an intermediate stage in Acinetobacter baumannii after carbapenem administration. Revista do Instituto de Medicina Tropical de São Paulo. 51 (2): 111—113. doi:10.1590/s0036-46652009000200010. PMID 19390741.
40. ↑  Gionco, B.; Pelayo, J. S.; Venancio, E. J.; Cayo, R.; Gales, A. C.; Carrara-Marroni, F. E. (26 червня 2012). Detection of OXA-231, a new variant of blaOXA-143, in Acinetobacter baumannii from Brazil: a case report. Journal of Antimicrobial Chemotherapy. 67 (10): 2531—2532. doi:10.1093/jac/dks223. PMID 22736746.
41. ↑  Zhao, W.S.; Liu, G.Y.; Mi, Z.H.; Zhang, F. (March 2011). Coexistence of blaOXA-23 with armA and novel gyrA mutation in a pandrug-resistant Acinetobacter baumannii isolate from the blood of a patient with haematological disease in China. Journal of Hospital Infection. 77 (3): 278—279. doi:10.1016/j.jhin.2010.11.006. PMID 21281989.
42. ↑  Xiao, SC; Zhu, SH; Xia, ZF; Ma, B; Cheng, DS (November 2009). Successful treatment of a critical burn patient with obstinate hyperglycemia and septic shock from pan-drug-resistant strains. Medical Science Monitor. 15 (11): CS163-5. PMID 19865060.
43. ↑  Wu, Yu-Chin; Hsieh, Te-Chun; Sun, Shung-Shung; Wang, Chih-Hsiu; Yen, Kuo-Yang; Lin, Yu-Yi; Kao, Chia-Hung (November 2009). Unexpected Cloud-Like Lesion on Gallium-67 Scintigraphy: Detection of Subcutaneous Abscess Underneath the Skin With Normal Appearance in a Comatose Patient in an Intensive Care Setting. The American Journal of the Medical Sciences. 338 (5): 388. doi:10.1097/MAJ.0b013e3181a6dd36. PMID 19770790.
44. ↑  Duan, Xiaojun; Yang, Liu; Xia, Peiyuan (26 серпня 2009). Septic arthritis of the knee caused by antibiotic-resistant Acinetobacter baumannii in a gout patient: a rare case report. Archives of Orthopaedic and Trauma Surgery. 130 (3): 381—384. doi:10.1007/s00402-009-0958-x. PMID 19707778.
45. ↑  Wagner, JA; Nenoff, P; Handrick, W; Renner, R; Simon, J; Treudler, R (February 2011). Necrotizing fasciitis caused by Acinetobacter baumannii : A case report. Der Hautarzt; Zeitschrift für Dermatologie, Venerologie, und Verwandte Gebiete (нім.). 62 (2): 128—30. doi:10.1007/s00105-010-1962-3. PMID 20835812.
46. ↑  Aivazova, V; Kainer, F; Friese, K; Mylonas, I (January 2010). Acinetobacter baumannii infection during pregnancy and puerperium. Archives of Gynecology and Obstetrics. 281 (1): 171—4. doi:10.1007/s00404-009-1107-z. PMID 19462176.
47. ↑  Schulte, B; Goerke, C; Weyrich, P; Gröbner, S; Bahrs, C; Wolz, C; Autenrieth, IB; Borgmann, S (December 2005). Clonal spread of meropenem-resistant Acinetobacter baumannii strains in hospitals in the Mediterranean region and transmission to South-west Germany. The Journal of Hospital Infection. 61 (4): 356—7. doi:10.1016/j.jhin.2005.05.009. PMID 16213625.
48. ↑  Piparsania, S; Rajput, N; Bhatambare, G (September–October 2012). Intraventricular polymyxin B for the treatment of neonatal meningo-ventriculitis caused by multi-resistant Acinetobacter baumannii--case report and review of literature. The Turkish Journal of Pediatrics. 54 (5): 548—54. PMID 23427525.
49. ↑  John, TM; Jacob, CN; Ittycheria, CC; George, AM; Jacob, AG; Subramaniyam, S; Puthiyaveettil, J; Jayaprakash, R (March 2012). Macrophage activation syndrome following Acinetobacter baumannii sepsis. International Journal of Infectious Diseases. 16 (3): e223—4. doi:10.1016/j.ijid.2011.12.002. PMID 22285540.
50. ↑  Sharma, A; Shariff, M; Thukral, SS; Shah, A (October 2005). Chronic community-acquired Acinetobacter pneumonia that responded slowly to rifampicin in the anti-tuberculous regime. The Journal of Infection. 51 (3): e149—52. doi:10.1016/j.jinf.2004.12.003. PMID 16230195.
51. ↑  Jeong, HL; Yeom, JS; Park, JS; Seo, JH; Park, ES; Lim, JY; Park, CH; Woo, HO; Youn, HS (July–August 2011). Acinetobacter baumannii isolation in cerebrospinal fluid in a febrile neonate. The Turkish Journal of Pediatrics. 53 (4): 445—7. PMID 21980849.
52. ↑  Hong, KB; Oh, HS; Song, JS; Lim, JH; Kang, DK; Son, IS; Park, JD; Kim, EC; Lee, HJ (July 2012). Investigation and control of an outbreak of imipenem-resistant Acinetobacter baumannii Infection in a Pediatric Intensive Care Unit. The Pediatric Infectious Disease Journal. 31 (7): 685—90. doi:10.1097/inf.0b013e318256f3e6. PMID 22466324.
53. ↑  Lee, YK; Kim, JK; Oh, SE; Lee, J; Noh, JW (December 2009). Successful antibiotic lock therapy in patients with refractory peritonitis. Clinical Nephrology. 72 (6): 488—91. doi:10.5414/cnp72488. PMID 19954727.
54. ↑  Lee, SY; Lee, JW; Jeong, DC; Chung, SY; Chung, DS; Kang, JH (August 2008). Multidrug-resistant Acinetobacter meningitis in a 3-year-old boy treated with i.v. colistin. Pediatrics International. 50 (4): 584—5. doi:10.1111/j.1442-200x.2008.02677.x. PMID 18937759.
55. ↑  Adams, D; Yee, L; Rimmer, JA; Williams, R; Martin, H; Ovington, C (February 2011). Investigation and management of an A. baumannii outbreak in ICU. British Journal of Nursing. 20 (3): 140, 142, 144—7. doi:10.12968/bjon.2011.20.3.140. PMID 21378633.
56. ↑  Pencavel, TD; Singh-Ranger, G; Crinnion, JN (May 2006). Conservative treatment of an early aortic graft infection due to Acinetobacter baumanii. Annals of Vascular Surgery. 20 (3): 415—7. doi:10.1007/s10016-006-9030-2. PMID 16602028.
57. ↑  Gusten, WM; Hansen, EA; Cunha, BA (January–February 2002). Acinetobacter baumannii pseudomeningitis. Heart & Lung. 31 (1): 76—8. doi:10.1067/mhl.2002.120258. PMID 11805753.
58. ↑  Fitzpatrick, MA; Esterly, JS; Postelnick, MJ; Sutton, SH (July–August 2012). Successful treatment of extensively drug-resistant Acinetobacter baumannii peritoneal dialysis peritonitis with intraperitoneal polymyxin B and ampicillin-sulbactam. Annals of Pharmacotherapy. 46 (7–8): e17. doi:10.1345/aph.1r086. PMC 8454916. PMID 22811349.
59. ↑  Patel, JA; Pacheco, SM; Postelnick, M; Sutton, S (15 серпня 2011). Prolonged triple therapy for persistent multidrug-resistant Acinetobacter baumannii ventriculitis. American Journal of Health-System Pharmacy. 68 (16): 1527—31. doi:10.2146/ajhp100234. PMID 21817084.
60. ↑  Sullivan, DR; Shields, J; Netzer, G (June 2010). Fatal case of multi-drug resistant Acinetobacter baumannii necrotizing fasciitis. The American Surgeon. 76 (6): 651—3. doi:10.1177/000313481007600636. PMID 20583528.

| Бактерія | Це незавершена стаття з бактеріології. Ви можете допомогти проєкту, виправивши або дописавши її. |